# Alice Robinson
Alice Ruthven Robinson (Queenstown, 1 de diciembre de 2001) es una deportista neozelandesa que compite en esquí alpino.
Ganó una medalla de plata en el Campeonato Mundial de Esquí Alpino de 2025, en la prueba de eslalon gigante. En la Copa del Mundo consiguió cuatro victorias y diecisiete podios en total.
Fue la abanderada de Nueva Zelanda en la ceremonia de apertura de los Juegos de Pekín 2022.

## Palmarés internacional
| Campeonato Mundial | Campeonato Mundial | Campeonato Mundial | Campeonato Mundial |
| Año                | Lugar              | Medalla            | Prueba             |
| ------------------ | ------------------ | ------------------ | ------------------ |
| 2025               | Saalbach (Austria) | Medalla de plata   | Eslalon gigante    |